# كول سي
كول سي (بالإنجليزية: Cool C) هو رابر ومغني أمريكي، ولد في 15 ديسمبر 1969.

## وصلات خارجية
- كول سي على موقع ميوزك برينز (الإنجليزية)
- كول سي على موقع أول ميوزيك (الإنجليزية)
- كول سي على موقع ديسكوغز (الإنجليزية)